# Espeto

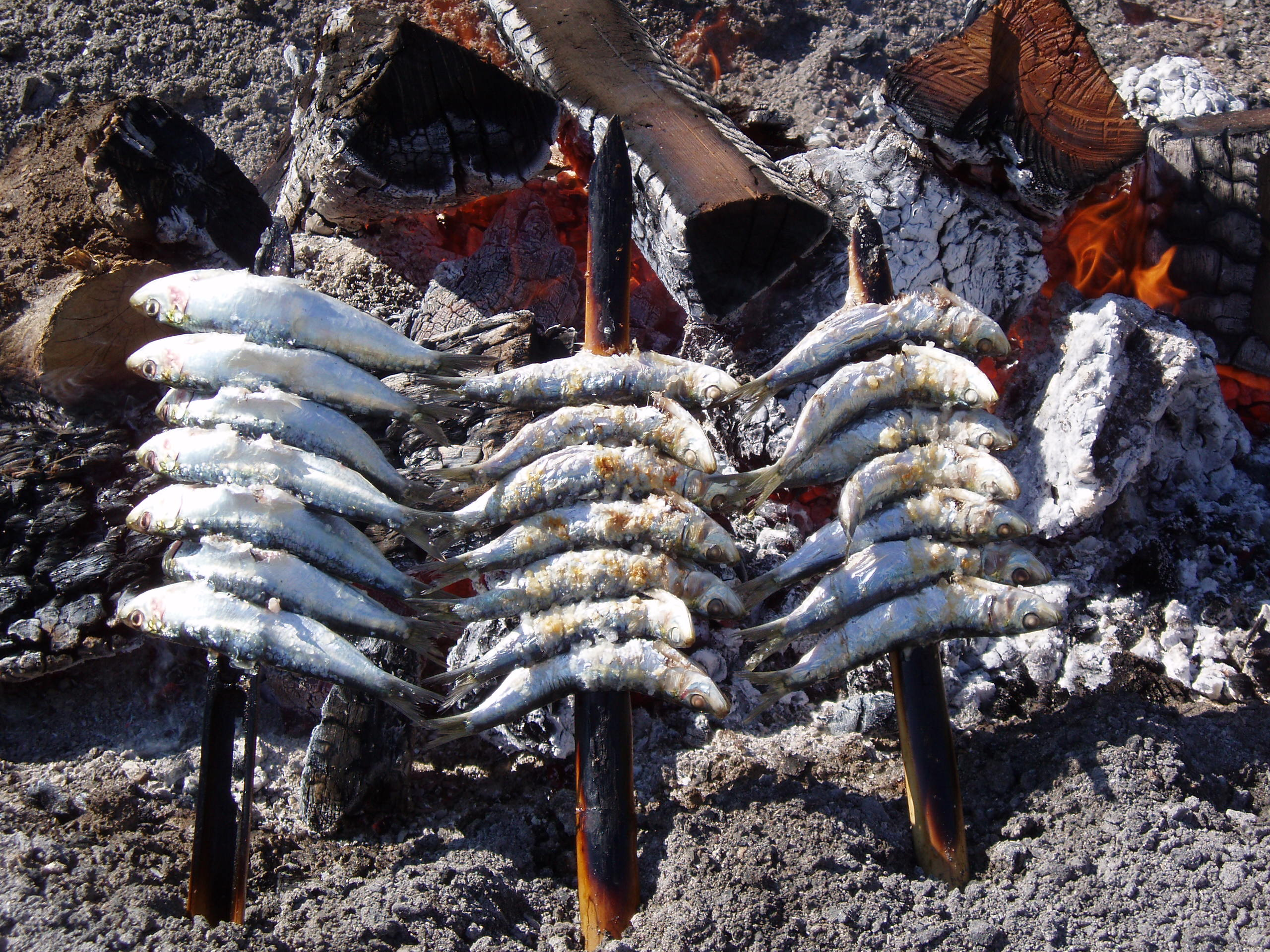
Típico espeto de la Costa del Sol.

El espeto es un plato típico de la costa de Málaga y Granada, en España, y consiste en espetar, es decir, ensartar pescado, tradicionalmente sardinas, en finas y largas cañas, para asarlo con leña en la arena de la playa.
No confundir con una espetada, un plato típico de la gastronomía portuguesa que consiste en ensartar trozos de carne u otro alimento en ocasiones entremezclados con verduras como pimientos o cebollas.

## Técnica
La técnica consiste en insertar las sardinas atravesando su lomo y cuidando que todas estén colocadas en la caña por igual, por encima o por debajo de esta. La parte cóncava de la caña se pone hacia arriba y la punta se introduce en el lomo de la sardina a la altura de la aleta dorsal, bordeando la espina sin romperla y saliendo por el vientre. La fila de sardinas debe quedar perpendicular a la caña. Se añade sal y se clavan junto a una fogata de leña de olivo. Siempre se comprueba la dirección del viento, que debe ir de las sardinas a la llama para evitar que se achicharren o se ahúmen. La distancia ideal son unos 20-30 centímetros de la candela. Los espetos se hacen en aproximadamente 6 minutos. Tradicionalmente, se colocaba un pequeño montículo de arena para clavar las cañas y al otro lado la madera ya hecha brasa. Al convertirse en una actividad en donde un espetero profesional cocina para un restaurante, para evitar estar agachado en la arena durante horas, los espeteros acudieron al ingenio de colocar arena dentro de una barca y elevar esta sobre caballetes. En la actualidad son muchos los restaurantes e incluso ayuntamientos que colocan a lo largo de los paseos marítimos, barcas en algunos casos de metal, para que puedan rellenarse de arena y facilitar el trabajo. La ventaja de estos modernos contenedores es que pueden orientarse fácilmente con respecto a la brisa.
Evidentemente, aunque lo tradicional es la sardina, muchos otros alimentos pueden espetarse. Así es frecuente espetar otros pescados como jureles, doradas, lubinas, etc. En estos casos, la caña se introduce por la boca del animal. Igualmente es frecuente ver calamares u otros moluscos de tamaño grande. Las brasas del espeto pueden aprovecharse, claro, para asar otros alimentos como brochetas de carne o verdura o patatas.
La caña en donde se ensarta el pescado se hace a partir de cañas de azúcar que se cortan en trozos de unos 50 centímetros y después se abren por la mitad longitudinalmente. Una vez obtenidas las dos medias cañas, se afila la punta para que pueda insertarse el pescado. Estas cañas son colocadas en un cubo con agua para que se humedezcan y puedan colocarse encima de las brasas sin que se quemen.
En 2006 se inauguró en la ciudad Málaga una escultura en homenaje al espetero.
En febrero de 2017 la asociación Marbella activa comenzó un proceso para que el espeto fuese declarado Patrimonio Inmaterial de la Humanidad por la Unesco.
Durante el año 2019 se están poniendo de moda tener de forma privada, su propia "barca espetera", en vez, o además, de una barbacoa, en las terrazas y jardines particulares.